# Pristina BC
O Pristina Basquete Clube (albanês:Klubi i basketbollit Prishtina) é um clube profissional de basquetebol situado na cidade de Pristina, Kosovo que disputa atualmente a Liga Cosovar e a Copa Europeia.

## Prêmios

### Competições Domésticas
Superliga do Kosovo
- Campeões (13): 1991, 2002, 2003, 2004, 2006, 2007, 2008, 2009, 2011, 2014, 2015, 2016, 2017

Copa do Kosovo
- Campeões (11): 2002, 2003, 2005, 2006, 2007, 2008, 2009, 2010, 2013, 2014, 2016

Supercopa do Kosovo
- Campeões (3): 2012, 2013, 2014

### Competições Regionais
Liga Balcânica
- Campeões (2): 2015, 2016